# Cleretum maughanii
Cleretum maughanii är en isörtsväxtart som först beskrevs av Nicholas Edward Brown, och fick sitt nu gällande namn av Klak. Cleretum maughanii ingår i släktet Cleretum, och familjen isörtsväxter. Inga underarter finns listade i Catalogue of Life.